# Mariam Ibrahim Farah
Mariam Ibrahim Farah ist eine dschibutische Politikerin. 2003 wurde sie in die Nationalversammlung gewählt. Sie gehörte zu einer Gruppe von sieben Frauen, die als erste Frauen ins Parlament gewählt wurden.

## Politik
Vor der Parlamentswahl in Dschibuti 2003 war ein neues Wahlrecht verabschiedet worden, das eine Quote von mindestens 10 % weiblichen Kandidaten in den Kandidatenlisten forderte. Farah wurde für den Wahlbezirk Dikhil Region für die Union pour la majorité présidentielle gewählt.